# Хармонијска средина
Хармонијска средина је најмања од четири познате бројевне средине.

## Математички запис
{\displaystyle H={\frac {n}{{\frac {1}{a_{1}}}+{\frac {1}{a_{2}}}+{\frac {1}{a_{3}}}+...+{\frac {1}{a_{n}}}}}}